# Spacemacs
Spacemacs（スペースマックス）は、GNU Emacsの設定フレームワーク及びEmacsディストリビューションである。GNU Emacsのすべての機能を活用でき、グラフィカルユーザインタフェースとキャラクタユーザインタフェースの両方を含み、X Window SystemおよびUnixシェルターミナル内で実行できる。GPL-3.0以降のライセンスの下でリリースされたオープンソースかつ自由ソフトウェアである。  
Vimのキーバインドが高度に融合されている、いわば「第三のエディタ」ともいえ、その標語に「The best editor is neither Emacs nor Vim, it's Emacs and Vim!」（最高のエディタとはEmacsでもVimでもなく、その両方である）を掲げている。
SpacemacsのSpaceは、その主たるキーバインドがスペースキーで始まることに由来する。
Spacemacsは、主に設定ファイル、定義済みの内部コマンド、およびさまざまなプラグイン（「パッケージ」と呼ばれる）の設定で構成されている。人間工学を改善し（およびEmacsの小指問題を避ける）、斬新なニーモニックキーバインディング設計（たとえば、ファイル操作のコマンドは多くの場合「f」で始まる）を採用し、「レイヤー」と呼ばれる事前設定された機能を追加または除外するシステムを備えている。詳細なドキュメントが含まれており、ユーザーが選択できる入力モードは3つある。Emacsモード、Vimモード（Vimエミュレーション用のevil Emacsパッケージに基づく）、ハイブリッドモードである。  
2021年現在、GitHubのリポジトリには21,100回以上スターが付けられ、11,300回以上のコミットがある。  
開発にあたり、４つの主たる原則が求められている。
1. 覚えやすさ（語呂合わせ）：Mnemonic
2. キーバインドの表示（見つけやすさ）：Discoverable
3. 首尾一貫性：Consistent
4. コミュニティ主導の環境設定：Crowd-Configured